# Nephila inaurata
Nephila inaurata  (лат.) — вид пауков из семейства Nephilidae.
Вид широко распространён в Южной Африке и ряде островов в Индийском океане (Мадагаскар, Сейшельские острова, Реюньон, Маврикий, Родригес).
Самки достигают в длину 25—30 мм, самцы меньше, 8—10 мм и имеют более тёмную окраску.
Эти пауки плетут прочные паутины, в которых могут запутаться небольшие птицы и летучие мыши. Паутина размещается в сырых местах, среди деревьев. Как правило, несколько сетей находятся рядом, образуя колонию с большой площадью. Паук питается мухами, москитами, осами и жуками. Откладывает один яичный мешок с 100—200 яйцами.